# Tyrone (Nueva York)
Tyrone es un pueblo ubicado en el condado de Schuyler en el estado estadounidense de Nueva York. En el año 2000 tenía una población de 1,714 habitantes y una densidad poblacional de 18 personas por km².

## Geografía
Tyrone se encuentra ubicado en las coordenadas 42°24′29″N 76°3′53″O / 42.40806, -76.06472.

## Demografía
Según la Oficina del Censo en 2000 los ingresos medios por hogar en la localidad eran de $31,597, y los ingresos medios por familia eran $34,444. Los hombres tenían unos ingresos medios de $30,250 frente a los $22,404 para las mujeres. La renta per cápita para la localidad era de $14,842. Alrededor del 13.5% de la población estaban por debajo del umbral de pobreza.